# Aspidogyne repens
Aspidogyne repens là một loài thực vật có hoa trong họ Lan. Loài này được (Poepp. & Endl.) Garay mô tả khoa học đầu tiên năm 1977.